# Gerald Donald
Gerald Donald (né à Détroit, dans le Michigan) est un musicien américain de techno. Aux côtés de James Stinson, il est l'ancienne seconde moitié du duo Drexciya.
Tournant la page de l'imaginaire afro-futuriste et aquatique développé par le projet Drexciya, Gerald Donald s'est tourné vers une esthétique plus scientifique, à la fois par ses projets solo (Arpanet, Dataphysix, Glass Domain, Heinrich Mueller, Intellitronic, Japanese Telecom, Rudolf Klorzeiger, Z Therapy) mais aussi et surtout avec son actuel duo, Dopplereffekt, formé avec Michaela To-Nhan Bertel.

## Biographie
Donald est volontairement réticent aux apparitions publiques et à indiquer son implication dans les différents projets musicaux qu'on lui associe. Dans une interview de 2013, lorsqu'on l'a interrogé sur son anonymat et sa collaboration avec James Stinson dans Drexciya, il a déclaré : « Je ne vais pas indiquer directement ma participation dans aucun projet. Je laisserai la question ouverte à l'interprétation des observateurs. La chose la plus importante a toujours été la musique et le concept lui-même. J'adhère à cette philosophie. Les gens dépensent trop de temps à s'intéresser aux personnalités plutôt qu'à la musique qui accompagne ces personnalités. » Fréquemment associé à l'afro-futurisme, il « ne souhaite définir aucune ethnicité ».
Avec Drexciya, il enregistre de la techno construite sur une mythologie afro-futuriste autour des « Drexciyans », une espèce sous-marine, « les descendants des femmes africaines jetées par-dessus bord pendant la traite négrière transatlantique ». Leurs morceaux ont des thèmes et des titres marins. En live, ils n'apparaissaient que masqués.
Un autre projet musical important de sa carrière est Dopplereffekt (dont l'un des albums est Gesamtkunstwerk, signifiant en allemand « œuvre d'art total »), avec To Nhan Le Thi à qui il est marié. Il est également dans le groupe de musique électronique Der Zyklus signifiant en allemand le cycle.
Arpanet est un autre pseudonyme du Gerald Donald de la période Dopplereffekt. Ce nom fait référence à ARPANET, une forme annonciatrice d'internet, et à ARP Instruments, une entreprise de synthétiseurs,. Un autre alias de Donald est Heinrich Mueller,, en référence au commandant nazi.

## Discographie

### Arpanet
- 2002 : Wireless Internet (Record Makers)
- 2005 : Quantum Transposition (Rephlex)
- 2006 : Reference Frame (Record Makers)
- 2006 : Inertial Frame (Record Makers)

## Filmographie
- 2010 : Drexciya[7]